# Нелсонс, Андрис
Андрис Нельсонс (латыш. Andris Nelsons; род. 18 ноября 1978, Рига, Латвийская ССР) — латвийский и американский дирижёр, музыкальный директор Бостонского симфонического оркестра, капельмейстер Лейпцигского оркестра Гевандхауза.

## Биография
Нельсонс родился 18 ноября 1978 года в г. Рига, в семье музыкантов. Его мать основала первый в Латвии ансамбль ранней музыки, а отец был хоровым дирижером, виолончелистом и учителем. В пятилетнем возрасте мать и отчим (дирижер хора) отвезли Нельсонса на оперу Вагнера «Тангейзер», которая произвела на него огромное впечатление. В юном возрасте Нельсонс учился игре на фортепиано, а с 12-летнего возраста овладел другим музыкальным инструментом — трубой.
В 2003 году Нельсонс стал главным дирижером Латвийской национальной оперы, должность занимал четыре года (до 2007 г.) После брал уроки дирижирования у Александра Титова, Мариса Янсонса и Йиормы Панулы.
В 2006—2009 годах возглавлял Филармонический оркестр Северо-западной Германии. В 2008 году возглавил Симфонический оркестр Бирмингема. Выступает на Байрейтском фестивале, Летнем Люцернском фестивале.
С 16 мая 2013 — главный дирижёр Бостонского симфонического оркестра.
Среди осуществлённых записей — произведения Антона Брукнера, Густава Малера, Игоря Стравинского, Петра Чайковского, Рихарда Штрауса.

## Творчество
В музыкальном сезоне 2006—2007 гг. Нелсонс сотрудничал со многими музыкальными коллективами — оркестром Хельсинкской филармонии, филармоническим оркестром BBC, Ганноверским симфоническим оркестром, оркестрами Берлинского и Норвежского радио. Параллельно у Андриса Нельсонса состоялось несколько важных дебютов — с филармоническим оркестром Осло, Стокгольмским королевским оркестром, симфоническим оркестром Венского радио, оркестром концертного зала «Mozarteum» в Зальцбурге, симфоническим оркестром Франкфуртского радио и парижским «Ensemble Orchestral». Среди исполнителей, с которыми выступал Нельсонсу — Михаил Майский, Михаил Плетнев, Гидон Кремер, Хокан Харденбергер, Рено Капюсон, Олли Мустонен, Сол Габетта, Албан Герхард и Байба Скриде. В США Нельсонс дебютировал за дирижерским пультом Чикагского оркестра, а летом 2006 года вместе с национальным молодежным оркестром Германии отправился в турне по странам Южной Америки, которое завершилось в Берлинском концертном зале. Дебют Нелсонса в Германии в оперном жанре состоялся в январе 2007 года, когда он был дирижером «Богемы» Пуччини в Берлинской опере. В репертуаре дирижера — «Аида» Верди, «Пиковая дама» Чайковского, «Мадам Баттерфляй» Пуччини, «Травиата» Верди, «Турандот» Пуччини и «Валькирия» Вагнера. В музыкальном сезоне 2006—2007 годов вышел первый компакт-диск Нельсонса — два скрипичных концерта Шостаковича, записанных совместно с симфоническим оркестром Баварского радио и скрипачкой Арабеллой Штейнбахер. В январе этот диск получил премию Deutschen Schallplattenkritik и был включен в список лучших записей, а немецкий журнал Fono Forum назвал его лучшей записью месяца.

## Награды
- Гранд-офицер ордена Трёх звёзд (2016)[8].
- Офицер ордена Британской империи.
- Премия Балтийской ассамблеи по искусству (2011).
- В 2017 получил главную премию «Грэмми» за лучшую оркестровую запись симфоний Дмитрия Шостаковича в исполнении Бостонского симфонического оркестра[9]. Запись была издана под маркой Deutsche Grammophon[10].

## Личная жизнь
Андрис Нельсонс был женат на латвийской оперной певице Кристине Ополайс. Они встретились в Латвийской национальной опере, где Нельсонс был дирижёром, а Ополайс — солисткой Латвийской национальной оперы с 2003 года, пара поженились в 2011 году. Их дочь Адриана Анна родилась 28 декабря 2011 года. Пара объявила о разводе 27 марта 2018 года.